# Eugène Gaillard
Pour les articles homonymes, voir Gaillard.
Eugène Gaillard, né le 31 janvier 1862 à Paris, où il est mort le 27 janvier 1933, est un avocat, architecte et créateur de meubles. Ce fut un des artistes décorateurs Art nouveau qui s’adaptèrent naturellement au mouvement Art déco.
Avec Georges de Feure et Édouard Colonna, il a réalisé le pavillon Art nouveau de Siegfried Bing à l’Exposition universelle de Paris en 1900.
Il a écrit un livre intitulé À propos du mobilier en 1906.
Il a été inhumé au Cimetière ancien de Vincennes (concession reprise).